# Chorvatská fotbalová reprezentace
Chorvatská fotbalová reprezentace reprezentuje Chorvatsko na mezinárodních fotbalových akcích, jako je mistrovství světa nebo mistrovství Evropy. Moderní chorvatská reprezentace sehrála svůj první oficiální zápas v roce 1990 (do té doby byla součástí Jugoslávie). První kvalifikace na závěrečný turnaj, které se Chorvatsko zúčastnilo, byla kvalifikace na Mistrovství Evropy ve fotbale 1996. Avšak ustašovské Chorvatsko sehrálo 19 přátelských zápasů již v letech 1940 až 1944.

## Mistrovství světa
Seznam zápasů chorvatské fotbalové reprezentace na MS
| Rok    | Účast                                           | Soupisky |
| ------ | ----------------------------------------------- | -------- |
| 1998   | Bronzová medaile                                | Soupiska |
| 2002   | Nepostoupili ze skupiny                         | Soupiska |
| 2006   | Nepostoupili ze skupiny                         | Soupiska |
| 2010   | Nepostoupili z kvalifikace                      | –        |
| 2014   | Nepostoupili ze skupiny                         | Soupiska |
| 2018   | Stříbrná medaile                                | Soupiska |
| 2022   | Bronzová medaile                                | Soupiska |
| Celkem | Účast − 6× Zlato − 0×, Stříbro − 1×, Bronz − 2× |          |

## Mistrovství Evropy
Seznam zápasů chorvatské fotbalové reprezentace na Mistrovství Evropy
| Rok     | Účast                                           | Soupisky |
| ------- | ----------------------------------------------- | -------- |
| 1996    | Vyřazeni v čtvrtfinále Německem                 | Soupiska |
| 2000    | Nepostoupili z kvalifikace                      | –        |
| 2004    | Nepostoupili ze skupiny                         | Soupiska |
| 2008    | Vyřazeni v čtvrtfinále Tureckem                 | Soupiska |
| 2012    | Nepostoupili ze skupiny                         | Soupiska |
| 2016    | Vyřazeni v osmifinále Portugalskem              | Soupiska |
| ME 2020 | Vyřazení v osmifinále Španělskem                | Soupiska |
| 2024    | Nepostoupili ze skupiny                         | Soupiska |
| Celkem  | Účast − 7× Zlato − 0×, Stříbro − 0×, Bronz − 0× |          |

## Olympijské hry
- Zlato − 0
- Stříbro − 0
- Bronz − 0

## Liga národů UEFA
| 2018/19 | 3. místo ve skupině A4               |
| 2020/21 | 3. místo ve skupině A3               |
| 2022/23 | vítěz skupiny A1, v play-off         |
| 2024/25 | Skupina A1                           |
| Celkem  | Zlato − 0×, Stříbro − 1×, Bronz − 0× |